# Правило повного математичного сподівання
В теорії ймовірностей твердження відоме як закон повного математичного сподівання, закон повторних сподівань, правило вежі, закон Адама чи теорема згладжування стверджує, що якщо {\displaystyle X} — випадкова величина, з визначеним матсподіванням {\displaystyle \operatorname {E} (X)}, а {\displaystyle Y} — довільна випадкова величина на тому ймовірнісному просторі. 
{\displaystyle \operatorname {E} (X)=\operatorname {E} (\operatorname {E} (X\mid Y)),}
тобто значення сподівання умовного матсподівання значення {\displaystyle X} для певного {\displaystyle Y} дорівнює матсподіванню {\displaystyle X}. 
У спеціальному випадку, для {\displaystyle {\left\{A_{i}\right\}}_{i}} - скінченного або зліченного розбиття простору елементарних подій, тоді
{\displaystyle \operatorname {E} (X)=\sum _{i}{\operatorname {E} (X\mid A_{i})\operatorname {P} (A_{i})}.}

## Приклад
Припустимо, що дві фабрики постачають на ринок лампочки. Лампочки із заводу {\displaystyle X} працюють в середньому 5000 годин, тоді як лампи заводу {\displaystyle Y} працюють в середньому впродовж 4000 годин. Відомо, що фабрика {\displaystyle X} постачає 60% від загальної кількості наявних ламп. Яка очікувана тривалість часу роботи придбаної лампочки? 
Застосовуючи закон повного матсподівання отримаємо: 
{\displaystyle \operatorname {E} (L)=\operatorname {E} (L\mid X)\operatorname {P} (X)+\operatorname {E} (L\mid Y)\operatorname {P} (Y)=5000(0.6)+4000(0.4)=4600}
де 
- {\displaystyle \operatorname {E} (L)} — тривалість роботи лампочки;
- {\displaystyle \operatorname {P} (X)={6 \over 10}} — ймовірність, що куплена лампочка виготовлена на заводі X;
- {\displaystyle \operatorname {P} (Y)={4 \over 10}} — ймовірність, що куплена лампочка виготовлена на заводі Y;
- {\displaystyle \operatorname {E} (L\mid X)=5000} — очікувана тривалість роботи лампочки виготовленої на заводі X;
- {\displaystyle \operatorname {E} (L\mid Y)=4000} — очікувана тривалість роботи лампочки виготовленої на заводі Y.

Отже, очікувана тривалість роботи кожної придбаної лампочки дорівнює 4600 годин.

## Доведення для скінченних і зліченних випадків
Нехай випадкові величини {\displaystyle X} та {\displaystyle Y} визначені на одному ймовірнісному просторі, припустимо скінченну чи зліченну множину скінченних значень. Припустимо що {\displaystyle \operatorname {E} [X]} визначена, тобто {\displaystyle \min(\operatorname {E} [X_{+}],\operatorname {E} [X_{-}])<\infty }. Якщо {\displaystyle \{A_{i}\}} — подрібнення ймовірнісного простору  {\displaystyle \Omega }, то
{\displaystyle \operatorname {E} (X)=\sum _{i}{\operatorname {E} (X\mid A_{i})\operatorname {P} (A_{i})}.}

### Доведення
{\displaystyle {\begin{aligned}\operatorname {E} \left(\operatorname {E} (X\mid Y)\right)&=\operatorname {E} {\Bigg [}\sum _{x}x\cdot \operatorname {P} (X=x\mid Y){\Bigg ]}\\[6pt]&=\sum _{y}{\Bigg [}\sum _{x}x\cdot \operatorname {P} (X=x\mid Y=y){\Bigg ]}\cdot \operatorname {P} (Y=y)\\[6pt]&=\sum _{y}\sum _{x}x\cdot \operatorname {P} (X=x,Y=y).\end{aligned}}}
Якщо ряд скінченний, то можемо змінити порядок сумування й попередній вираз запишеться 
{\displaystyle {\begin{aligned}\sum _{x}\sum _{y}x\cdot \operatorname {P} (X=x,Y=y)&=\sum _{x}x\sum _{y}\operatorname {P} (X=x,Y=y)\\[6pt]&=\sum _{x}x\cdot \operatorname {P} (X=x)\\[6pt]&=\operatorname {E} (X).\end{aligned}}}
Якщо ж, з іншого боку, ряд нескінченний, то його збіжність не може бути умовною через припущення, що {\displaystyle \min(\operatorname {E} [X_{+}],\operatorname {E} [X_{-}])<\infty .} Ряд збіжний абсолютно якщо обидвоє, {\displaystyle \operatorname {E} [X_{+}]} і {\displaystyle \operatorname {E} [X_{-}]} - скінченні і розбіжний до нескінченності, якщо чи {\displaystyle \operatorname {E} [X_{+}]}чи {\displaystyle \operatorname {E} [X_{-}]} — нескінченне. В обидвох випадках порядок сумування можна змінити не змінюючи суми.

## Доведення у загальному випадку
Нехай {\displaystyle (\Omega ,{\mathcal {F}},\operatorname {P} )} — ймовірнісний простір, з визначеними на ньому σ-алгебрами {\displaystyle {\mathcal {G}}_{1}\subseteq {\mathcal {G}}_{2}\subseteq {\mathcal {F}}}. Для випадкової величини {\displaystyle X} на такому просторі, закон згладжування стверджує, що якщо {\displaystyle \operatorname {E} [X]} - визначене, тобто {\displaystyle \min(\operatorname {E} [X_{+}],\operatorname {E} [X_{-}])<\infty }, тоді
{\displaystyle \operatorname {E} [\operatorname {E} [X\mid {\mathcal {G}}_{2}]\mid {\mathcal {G}}_{1}]=\operatorname {E} [X\mid {\mathcal {G}}_{1}]\quad {\text{(майже  напевно)}}.}
Доведення. Завдяки тому, що умовне матсподівання це похідна Радона – Нікодима, доведення закону згладжування зводиться до перевірки таких двох властивостей: 
- {\displaystyle \operatorname {E} [\operatorname {E} [X\mid {\mathcal {G}}_{2}]\mid {\mathcal {G}}_{1}]} є {\displaystyle {\mathcal {G}}_{1}}-вимірною
- {\displaystyle \int _{G_{1}}\operatorname {E} [\operatorname {E} [X\mid {\mathcal {G}}_{2}]\mid {\mathcal {G}}_{1}]d\operatorname {P} =\int _{G_{1}}Xd\operatorname {P} ,} для всіх {\displaystyle G_{1}\in {\mathcal {G}}_{1}.}

Перша з цих властивостей випливає з означення умовного матсподівання. Для доведення другого, 
{\displaystyle {\begin{aligned}\min \left(\int _{G_{1}}X_{+}\,d\operatorname {P} ,\int _{G_{1}}X_{-}\,d\operatorname {P} \right)&\leq \min \left(\int _{\Omega }X_{+}\,d\operatorname {P} ,\int _{\Omega }X_{-}\,d\operatorname {P} \right)\\[4pt]&=\min(\operatorname {E} [X_{+}],\operatorname {E} [X_{-}])<\infty ,\end{aligned}}}
отже інтеграл {\displaystyle \textstyle \int _{G_{1}}X\,d\operatorname {P} } визначений (не дорівнює {\displaystyle \pm \infty }).
Друга властивість правильна, бо з {\displaystyle G_{1}\in {\mathcal {G}}_{1}\subseteq {\mathcal {G}}_{2}} випливає
{\displaystyle \int _{G_{1}}\operatorname {E} [\operatorname {E} [X\mid {\mathcal {G}}_{2}]\mid {\mathcal {G}}_{1}]d\operatorname {P} =\int _{G_{1}}\operatorname {E} [X\mid {\mathcal {G}}_{2}]d\operatorname {P} =\int _{G_{1}}Xd\operatorname {P} .}
Висновок. В особливому випадку, коли {\displaystyle {\mathcal {G}}_{1}=\{\emptyset ,\Omega \}} і {\displaystyle {\mathcal {G}}_{2}=\sigma (Y)}, закон згладжування зводиться до 
{\displaystyle \operatorname {E} [\operatorname {E} [X\mid Y]]=\operatorname {E} [X].}

## Доведення формули розбиття
{\displaystyle {\begin{aligned}\sum \limits _{i}\operatorname {E} (X\mid A_{i})\operatorname {P} (A_{i})&=\sum \limits _{i}\int \limits _{\Omega }X(\omega )\operatorname {P} (d\omega \mid A_{i})\cdot \operatorname {P} (A_{i})\\&=\sum \limits _{i}\int \limits _{\Omega }X(\omega )\operatorname {P} (d\omega \cap A_{i})\\&=\sum \limits _{i}\int \limits _{\Omega }X(\omega )I_{A_{i}}(\omega )\operatorname {P} (d\omega )\\&=\sum \limits _{i}\operatorname {E} (XI_{A_{i}}),\end{aligned}}}
де {\displaystyle I_{A_{i}}} - характеристична функція множини {\displaystyle A_{i}}.
Якщо розбиття {\displaystyle {\{A_{i}\}}_{i=0}^{n}} - скінченне, то, за властивістю лінійності, попередній вираз записується у вигляді
{\displaystyle \operatorname {E} \left(\sum \limits _{i=0}^{n}XI_{A_{i}}\right)=\operatorname {E} (X),}
що й треба було показати. 
Якщо ж розбиття {\displaystyle {\{A_{i}\}}_{i=0}^{\infty }} - нескінченне, то застосовуючи теорему про мажоровану збіжність можемо показати
{\displaystyle \operatorname {E} \left(\sum \limits _{i=0}^{n}XI_{A_{i}}\right)\to \operatorname {E} (X).}
Справді, для кожного {\displaystyle n\geq 0},
{\displaystyle \left|\sum _{i=0}^{n}XI_{A_{i}}\right|\leq |X|I_{\mathop {\bigcup } \limits _{i=0}^{n}A_{i}}\leq |X|.}
Позаяк кожен елемент множини {\displaystyle \Omega } належить певному елементу подрібнення {\displaystyle A_{i}}, легко перевірити що послідовність {\displaystyle {\left\{\sum _{i=0}^{n}XI_{A_{i}}\right\}}_{n=0}^{\infty }} поточково збіжна до X. За припущенням у твердженні, {\displaystyle \operatorname {E} |X|<\infty }. Застосовуючи теорему про мажоровану збіжність отримуємо бажане твердження.